# Palais et jardins de Montazah
Les palais et jardins de Montazah sont un ensemble d'édifices et de jardins situés au bord de la Méditerranée à une quinzaine de kilomètres à l'est d'Alexandrie, entre cette ville et Aboukir. Ils ont été édifiés par les khédives et rois de la dynastie de Méhémet Ali entre la fin du XIXe siècle et le milieu du XXe siècle pour leur servir de résidence d'été.

## Histoire
Le premier palais (le Sélamlik ou Salamlek) a été commencé en 1892 par Abbas II.
Un deuxième palais (Haramlik), beaucoup plus imposant, a été construit en 1932 pour Fouad Ier par son architecte italien Ernesto Verrucci (it). « De tous les bâtiments et annexes construits entre 1925 et 1935 par Verrucci à Montaza, le plus extravagant est sans conteste le monumental haramlik en style florentin quattrocentesco, dont la tour d'angle serait en fait la réplique exacte de celle appartenant au palais communal de Sienne. »
Pendant la Première Guerre mondiale, Montazah est utilisé comme maison de convalescence pour les soldats blessés.
Après la révolution de 1952, le domaine est loué à l'État et exploité commercialement pendant plusieurs années par une société privée, Montazah-Mokattam, qui y installe un casino et des équipements touristiques.
Le palais Haramlik est devenu un musée d'art et d'histoire consacré à l'ancienne famille royale, tandis que le Sélamlik a été rénové à l'initiative du président Sadate pour être une résidence présidentielle, utilisée notamment pour des rencontres officielles internationales et l'accueil d'hôtes de l'État égyptien ; aujourd'hui, il a été converti en hôtel de luxe. Les jardins sont ouverts au public.

## Description
Le domaine s'étend sur 150 hectares. Les jardins couvrent une surface d'une soixantaine d'hectares et sont parcourus par un immense réseau d'allées. En plus des deux palais, le domaine comprend diverses constructions comme le pont qu'a fait construire le roi Farouk pour relier à la côte l'île qui fermait la baie de Montazah au nord-est (île du Thé) ou le kiosque dominant la mer, dû au même roi.

## Galerie

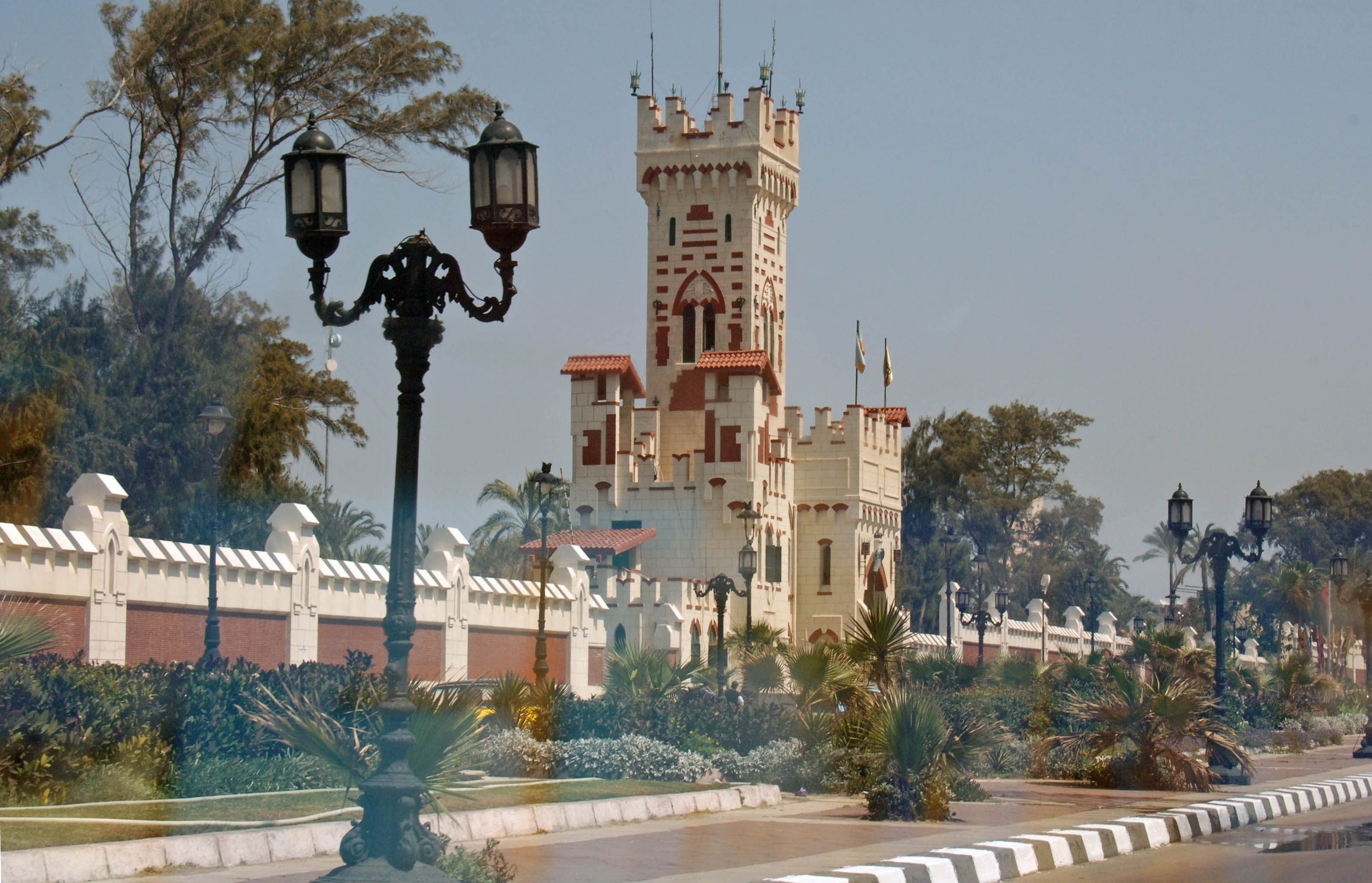
Mur d'enceinte et pavillon d'entrée dans le domaine.
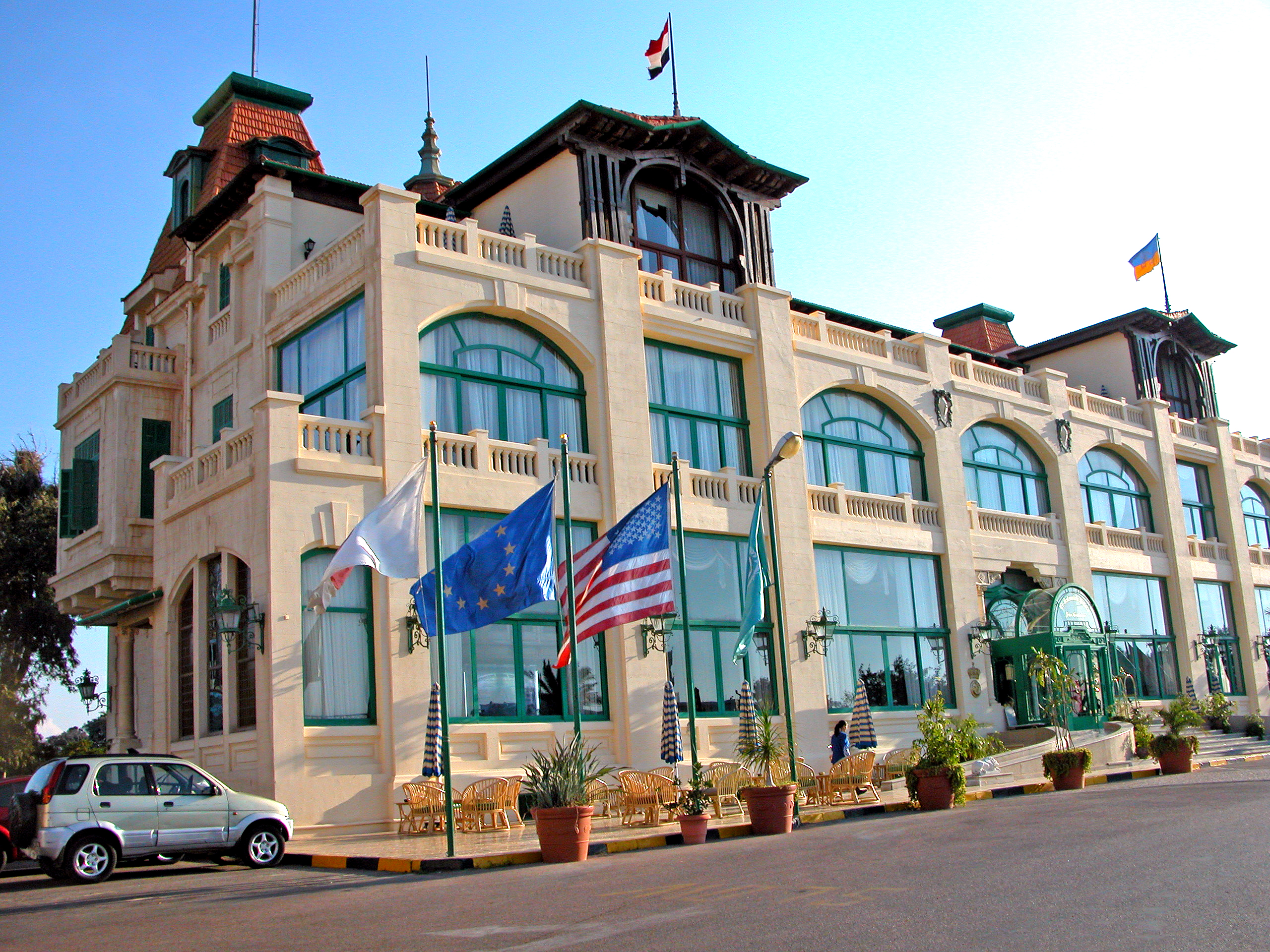
Le Salamlek, devenu un hôtel.
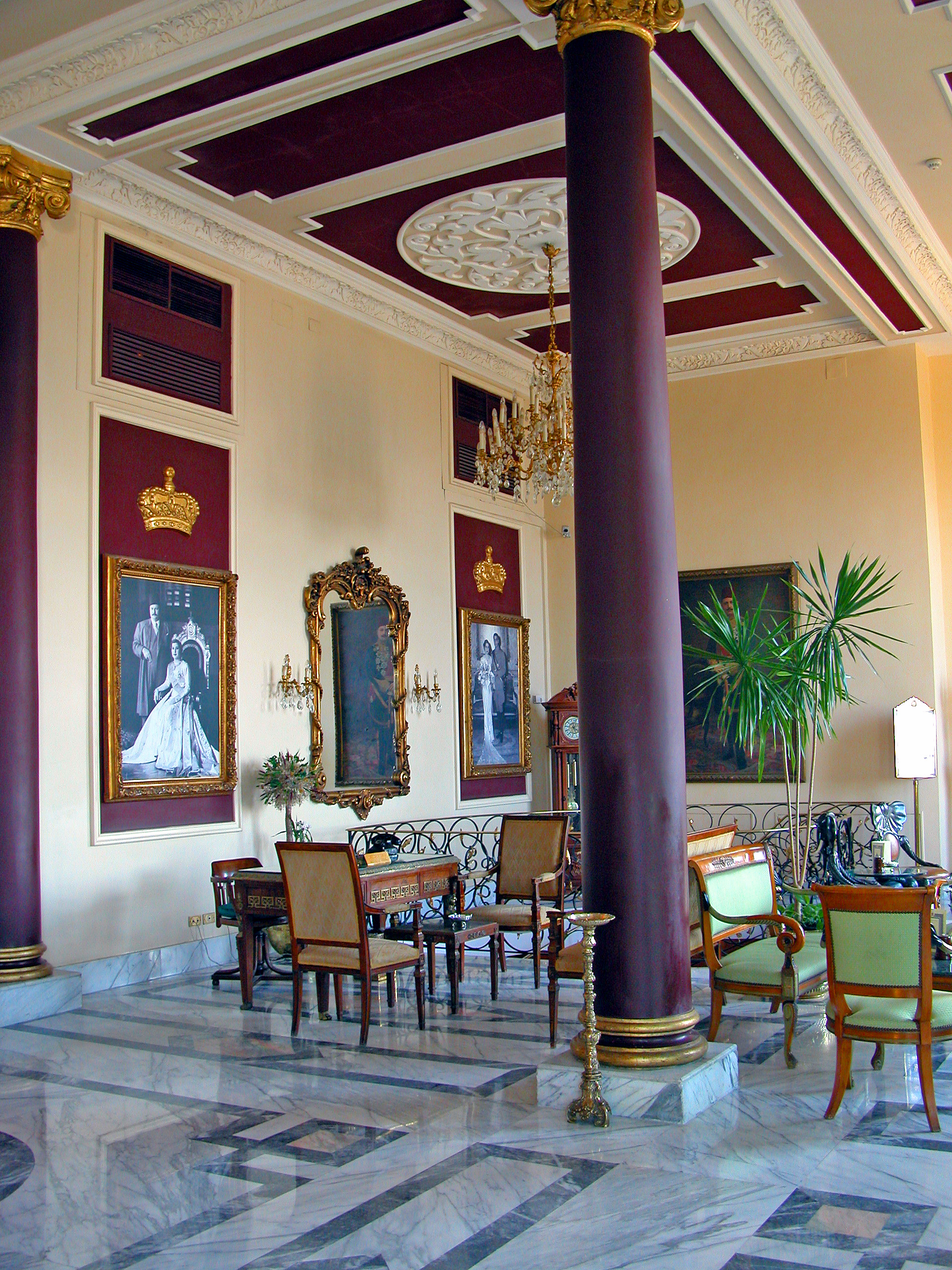
Salon, dans le Salamlek.
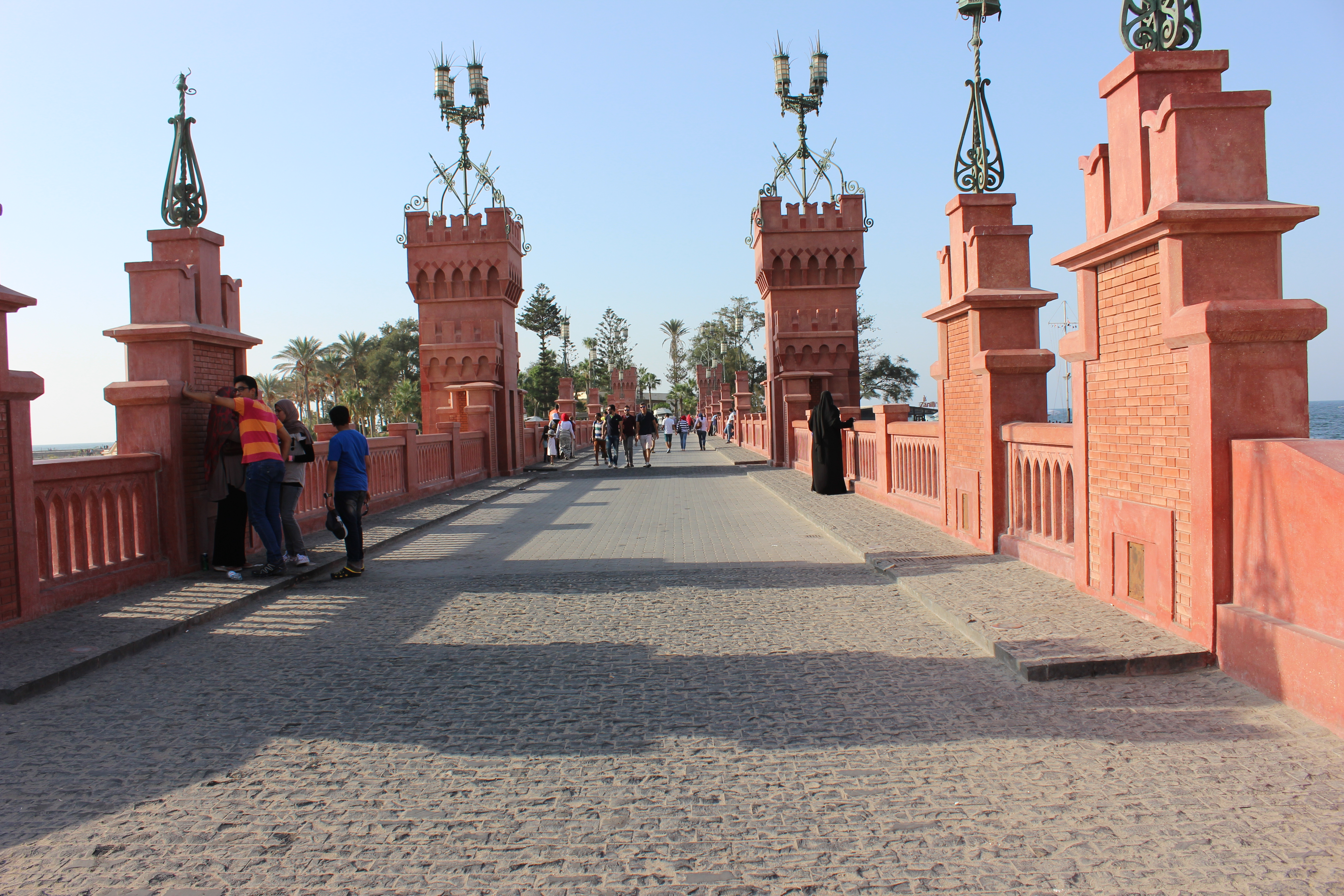
Pont du roi Farouk.
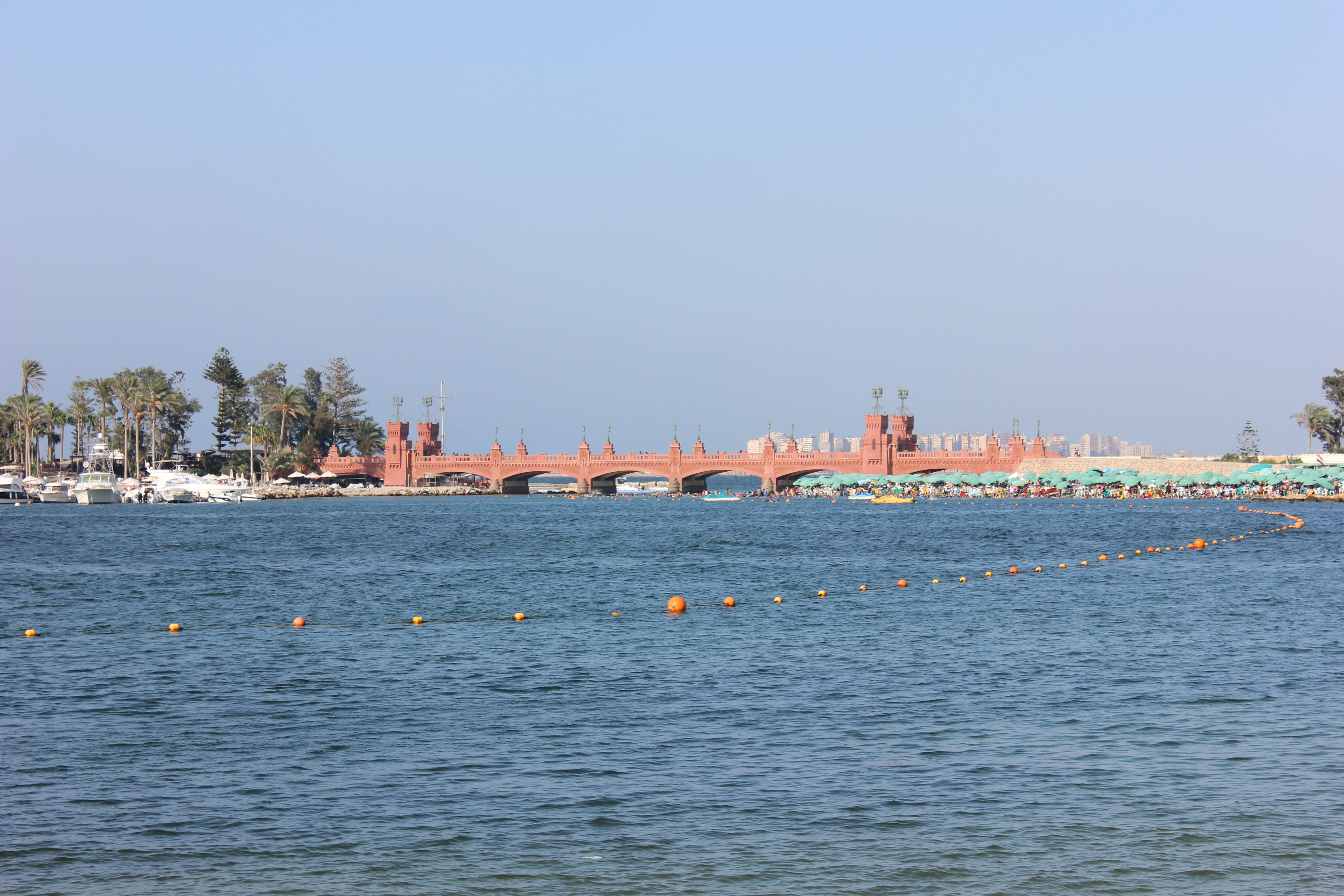
Pont du roi Farouk, vu de loin.
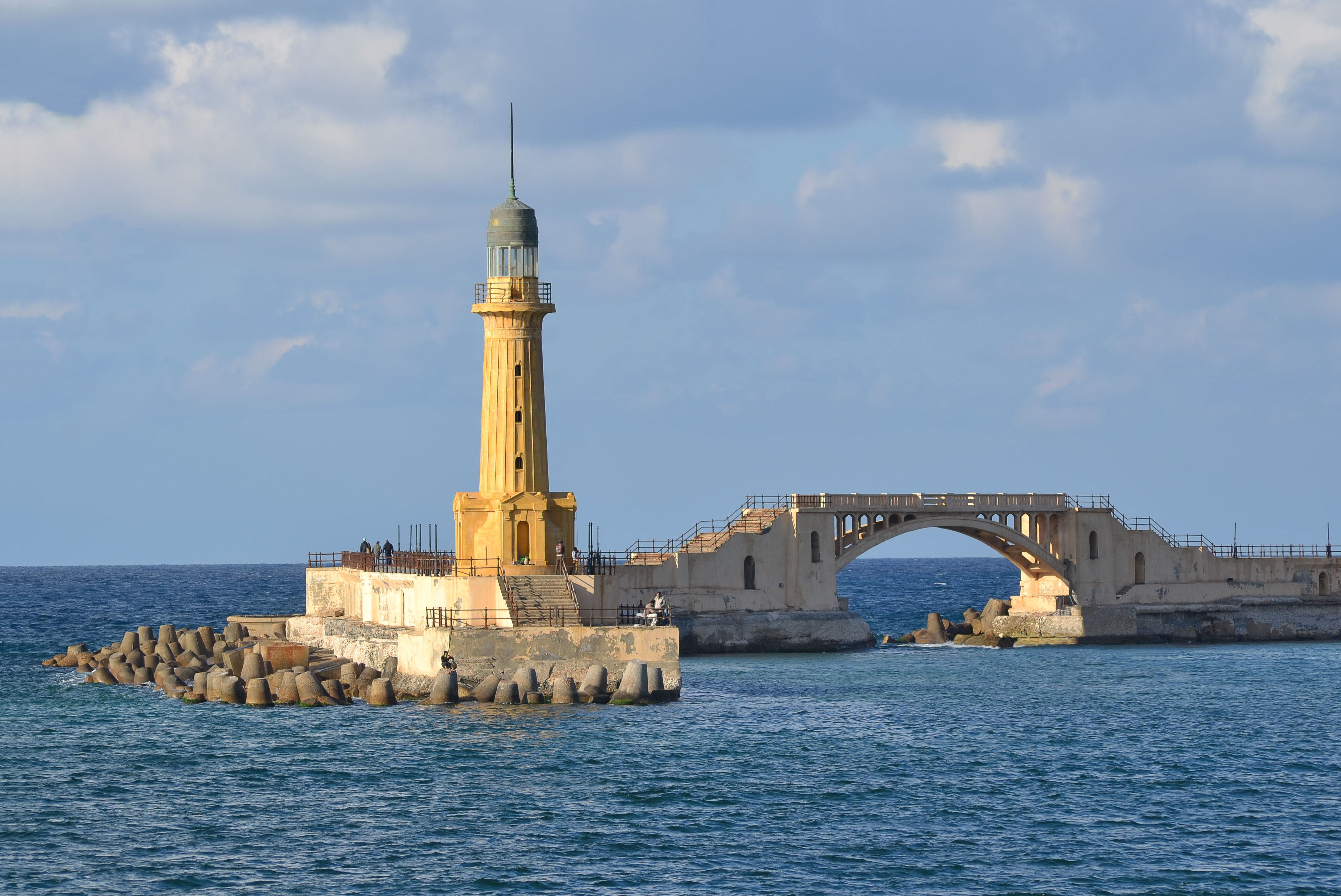
Le phare de Montazah.
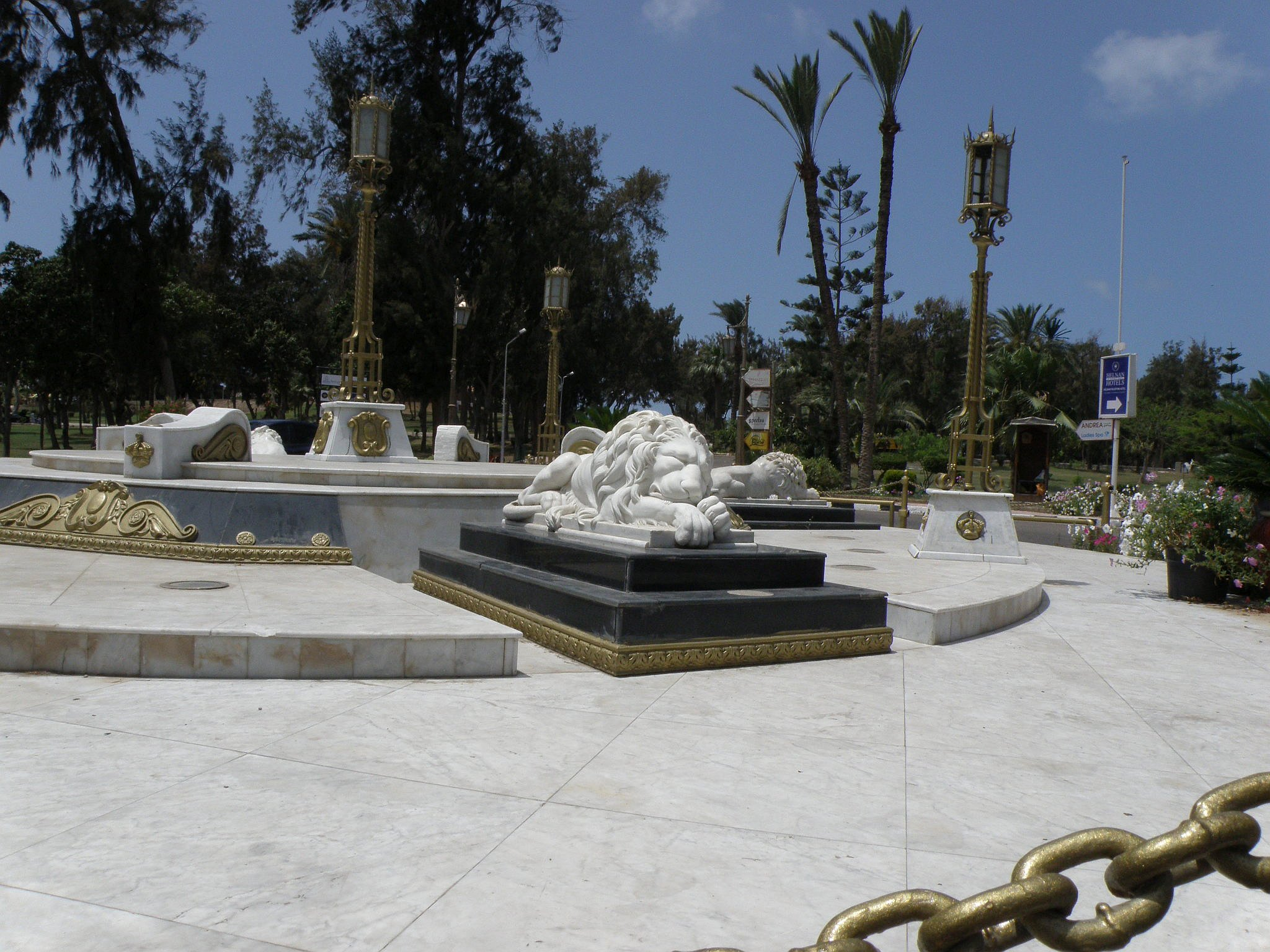
Rond-point dans les jardins.
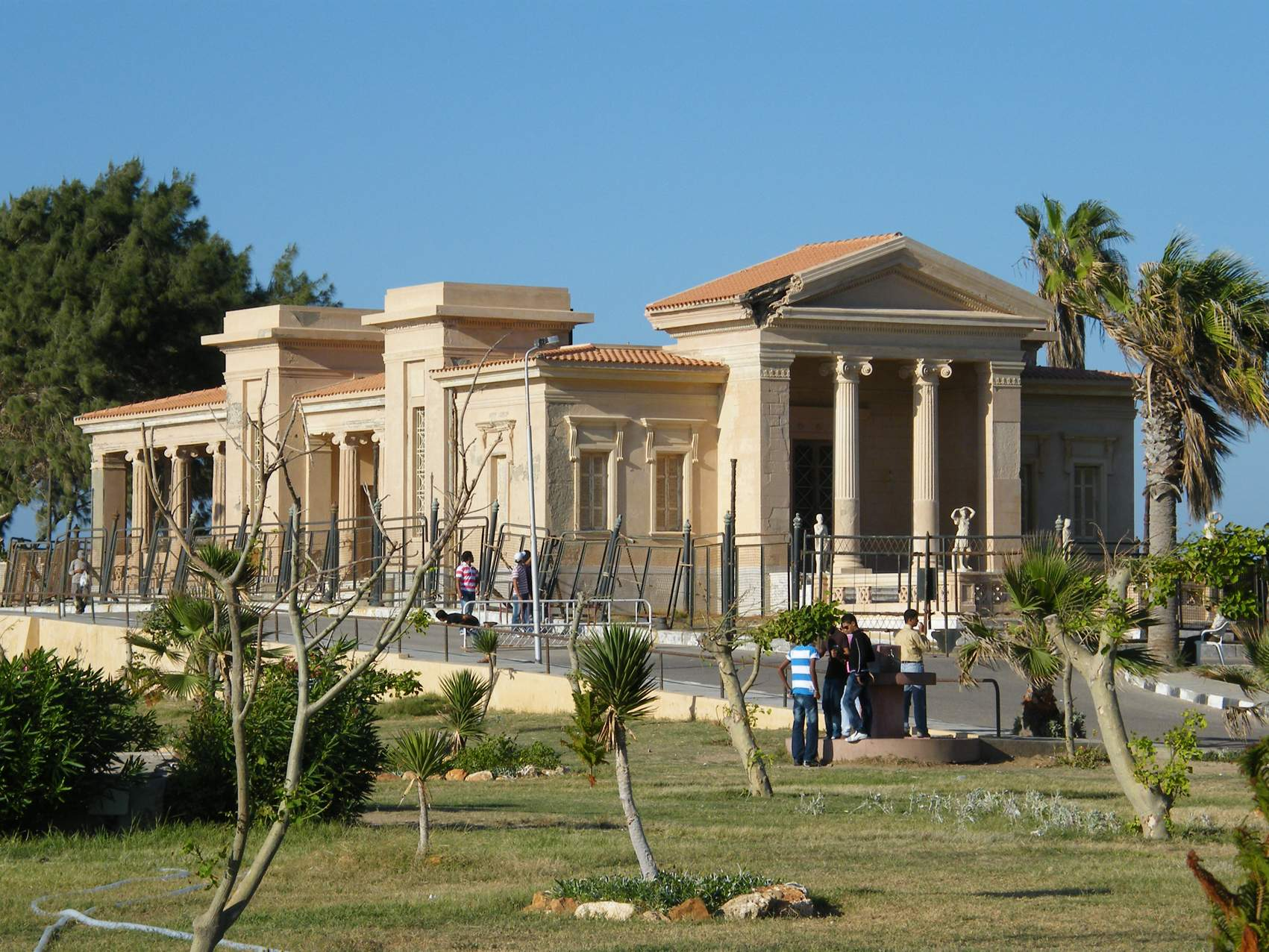
Bâtiment annexe dans les jardins.